# Ihľany
Ihľany (allemand : Nadel ) est un village de Slovaquie situé dans la région de Prešov.

## Histoire
Première mention écrite du village en 1307.

## Démographie

### Évolution de la population
| Année:               | 1994. | 2004.    | 2014.    | 2024.   |
| -------------------- | ----- | -------- | -------- | ------- |
| Nombre de personnes: | 1154  | 1344     | 1498     | 1563    |
| Différence:          |       | +16,46 % | +11,45 % | +4,33 % |

| Année:               | 2023. | 2024.   |
| -------------------- | ----- | ------- |
| Nombre de personnes: | 1556  | 1563    |
| Différence:          |       | +0,44 % |